# Rishikesh
Rishikesh este un oraș în India.